# Antonei Sergejvitch Tartarov
Antonei Sergejvitch Tartarov ist ein Pseudonym des Schweizer Pianisten und Komponisten Jean-Jacques Hauser (* 30. Juni 1932; † 22. Februar 2009).
Als Tartarov gab er im Rahmen eines Experiments am 16. April 1968 ein Konzert im Grossen Tonhallesaal Zürich vor etwa 2000 Zuhörern. Das Konzert bestand zu einem kleinen Anteil aus Originalwerken von Alexander Nikolajewitsch Skrjabin, Béla Bartók und Maurice Ravel, den Hauptteil des Abends bestritt Hauser mit Improvisationen im Stil bedeutender Komponisten, die seine Spezialität waren. So präsentierte er ein angebliches Fragment einer 33. Klaviersonate Ludwig van Beethovens, ferner ein angebliches Rondo von Wolfgang Amadeus Mozart über ein «Schweizer Lied» (den Sechseläutenmarsch), eine «Zweite Toccata» von Sergei Sergejewitsch Prokofjew und eine «Grosse Fantasie» von Franz Liszt. Des Weiteren waren Improvisationen über die Melodien mehrerer Volkslieder Teil des Konzertprogramms.

## Hintergrund
Der Schweizer Tiefseetaucher, Computerpionier und Unternehmer Hannes Keller war der Organisator dieses Konzerts, der im Vorfeld mit einer zehntägigen Medienkampagne die geheimnisvolle Figur Tartarov erfand und aufbaute, sodass der Konzertabend ausverkauft war. Die vollständige Aufnahme dieses Konzerts und vollständige Informationen sind auf der Website des Organisators verfügbar. Sämtliche Einnahmen des Konzerts seien an UNICEF gespendet worden.
Der stumme Tartarov sei ursprünglich Stallbursche auf einem Bauernhof in der Ukraine gewesen, der dort auf einem alten Flügel besonders authentische Ausdrucksformen aufgrund seiner Stummheit entwickelt hätte. Der Grund für die Stummheit der Figur ist naheliegend, denn der beinahe absurd verkleidete Pianist Hauser hätte keine auf Russisch gestellte Frage verstehen können. Besonders aufschlussreich war, dass eine Eingeweihte vorab versuchte, den Schwindel aufzuklären, und sich an den Betreiber des Konzertsaals und die Presse wandte. Da ihr wegen Kellers Seriosität und nach seiner überzeugenden Medienkampagne niemand glaubte, fand das Konzert dennoch statt.

## Bedeutung
Das Konzert räumte mit der beinahe metaphysischen Verehrung der Komponisten auf, indem es zeigte, dass die Improvisation, wie sie in der gegenwärtigen Musikpraxis noch an der Orgel oder im Jazz geübt wird, auch auf anderen Instrumenten historische Stile überzeugend imitieren kann. Im klassischen Konzertbetrieb ist sie unüblich geworden, obwohl manche Pianisten wie z. B. Friedrich Gulda sie noch gelegentlich pflegten. Bis ins 19. Jahrhundert war sie üblich und beliebt, wie die Beispiele Bachs, Mozarts oder Franz Liszts und anderer Komponisten und Virtuosen des 19. Jahrhunderts zeigen. Nicht nur an der Orgel gibt es Improvisationswettbewerbe noch heute.
Keller hielt am Ende des Konzerts eine kurze Ansprache, die den Sachverhalt aufklärte und dem irregeführten Publikum Rückzahlung des Eintritts und Entschädigung anbot. Zitat aus dieser Ansprache: «Ich habe also […] mir erlaubt, für die Dauer dieses Konzerts die negative Voreingenommenheit des Publikums in eine positive zu verwandeln» Diese Erklärung kann genauso wie die Gesamtaufnahme des Konzerts auf der Website Kellers angehört werden, siehe unter Weblinks. Daraus wird deutlich, dass das Publikum traditioneller Konzerte schwerlich bereit gewesen wäre, einen Abend mit Improvisationen eines Jean-Jacques Hauser zu besuchen, während es einen bis dato unbekannten russischen «Wunderpianisten» mit entsprechend dramatischem Lebenslauf, der angebliche wenig bekannte Originalwerke spielte, begeistert angenommen hatte. Das Programmheft stellte eine Parodie romantisch verklärender Begleittexte dar.

## Kritik
Zahlreiche Zeitungen berichteten über das eigenartige Konzert, mit unterschiedlichen Urteilen, teils wohlwollend, teils verständnislos bis feindselig. Da Keller die Wahrheit über dieses Konzert am Schluss in einer kurzen Ansprache erklärte, wurden keine falschen Informationen über die Musik vermittelt. Auch hat laut Keller niemand den Eintrittspreis zurückgefordert. Das Experiment war jedoch keines im Sinn der Reproduzierbarkeit einer wissenschaftlichen Studie.